# دانشگاه نیکلا کوزانو
دانشگاه نیکلا کوزانو (به ایتالیایی: Università degli Studi Niccolò Cusano) که با عنوان "UNICUSANO" نیز شناخته می‌شود یک دانشگاه خصوصی است که در سال ۲۰۰۶ در رم پایتخت ایتالیا تأسیس شده‌است.

## تاریخچه
دانشگاه نیکلا کوزانو توسط استفانو باندچی تأسیس شد. نام دانشگاه برگرفته از نام کاردینال، دانشمند و ستاره‌شناس کاتولیک رومی، نیکلاس کوسا است.

## سازمان‌ها

### دانشکده‌ها
این دانشگاه به سه دانشکده تقسیم می‌شود:
- دانشکده علوم آموزش و پرورش
- دانشکده حقوق
- دانشکده علوم سیاسی

## محوطهٔ دانشگاه

### ساختمان‌های دانشگاه

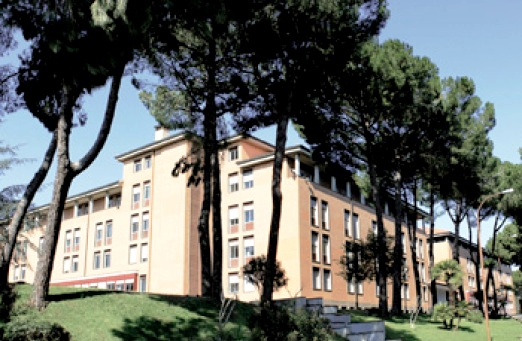
محوطهٔ دانشگاه

در ساختمان‌های این دانشگاه کلاسهای درس چند رسانه‌ای، یک سالن تئاتر و باشگاه دارای امکانات ورزشی تعبیه شده‌است.

### کتابخانه
در این دانشگاه یک کتابخانهٔ سنتی و یک الکترونیکی وجود دارد (تا دانشجویان در هر زمان به کتابخانه دسترسی داشته باشند)

### مرکز تحقیق
در داخل دانشگاه نیز یک مرکز تحقیقاتی وجود دارد.

## مدیران
مدیران از میان دارندگان بالاترین مقام‌های دانشگاهی انتخاب می‌شوند.
- سباستینو اسکارسلا (۲۰۰۶–۲۰۱۰)
- گیوانی پوتی (از ۲۰۱۰)

## استادان مشهور
- موریزیو کستانزو[۵]
- لوسیانو گاروفانو
- ایلاریا کاوو
- لئارسو ساپوریتو